# انگاوا

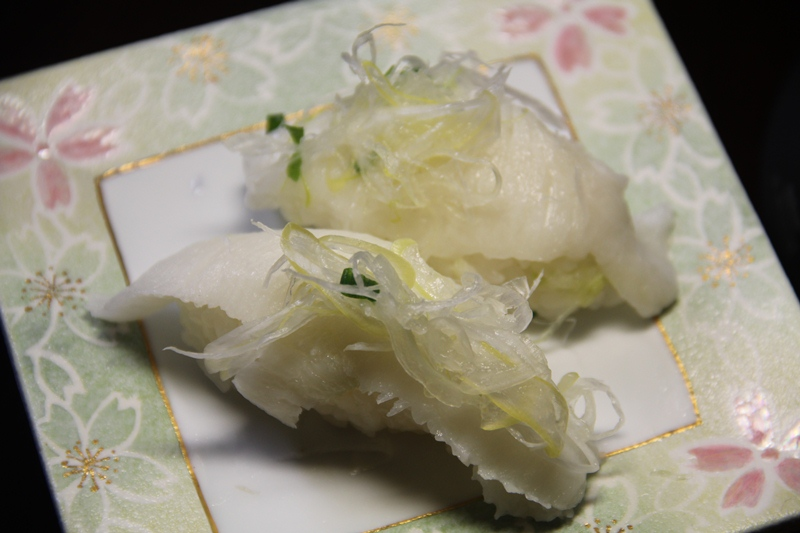
سوشی انگاوا

اِنگاوا (به ژاپنی: えんがわ Engawa) به باله ماهی کفشک زیتونی یا کفشک‌ماهیان راست‌روی گفته می‌شود. اِنگاوا به صورت ساشیمی یا سوشی در آشپزی ژاپنی استفاده می‌شود.